# Pinus orizabensis
Pinus orizabensis (D.K. Bailey) Bailey & Hawksw. – gatunek drzewa iglastego z rodziny sosnowatych (Pinaceae). Występuje w Meksyku (Puebla i Tlaxcala, wokół wulkanu Pico de Orizaba).

## Morfologia
PokrójNiewielkie drzewo iglaste, o nieregularnej, zaokrąglonej koronie.
PieńOsiąga 8–10(12) m wysokości. Kora płytko spękana, łuskowata, odpadające czarno-szare płaty odkrywają jasną, pomarańczowawą korę.
LiścieZebrane przeważnie po 3 na krótkopędach, rzadziej po 4. Dorastają do 4–6 cm długości. Z wierzchu ciemnozielone, dwie spodnie powierzchnie niebieskozielone, z liniami aparatów szparkowych, czasem aparaty szparkowe występują także na wierzchu liści.
SzyszkiSzyszki żeńskie po otwarciu osiągają długość 4,5–7,5 cm i szerokość 5–8 cm. Łuski nasienne o rozmiarach 30–35 mm na 16–20 i grubości 2–3 mm. Nasiona brązowe, długości 14–17 mm, opatrzone śladowym skrzydełkiem o długości 1 mm.
Gatunki podobnePinus discolor, Pinus johannis.

## Biologia i ekologia
Drzewo wiatropylne. Szyszki nasienne dojrzewają w ciągu 2 lat. W momencie uwalniania nasion ich śladowe skrzydełka przeważnie odrywają się i pozostają na łuskach nasiennych.
Jedna wiązka przewodząca w liściu.
Występuje w górach meksykańskich, na wysokości 2100–2800 m n.p.m., w chłodniejszym i wilgotniejszym klimacie niż inne pokrewne gatunkowi sosny.
Podobnie jak Pinus discolor jest gospodarzem rośliny pasożytniczej Arceuthobium pendens (pasożyt pędowy), na stanowiskach w Veracruz i Puebla.

## Systematyka i zmienność
Gatunek blisko spokrewniony z Pinus johannis, P. discolor i P. cembroides. Często traktowany jako podgatunek P. cembroides (P. cembroides subsp. orizabensis). Jednak morfologicznie i składem żywicy takson ten jest bardziej zbliżony do P. johannis i P. discolor.
Pozycja gatunku w obrębie rodzaju Pinus:
- podrodzaj Strobus
  - sekcja Parrya
    - podsekcja Cembroides
      - gatunek P. orizabensis

## Zagrożenia
Międzynarodowa organizacja IUCN przyznała temu gatunkowi kategorię zagrożenia NT (near threatened), czyli jest gatunkiem o niskim ryzyku wymarcia, ale bliskim zakwalifikowania jako zagrożony.